# 烏尊拉爾西克湖
45°04′21″N 36°06′00″E / 45.07250°N 36.10000°E
烏尊拉爾西克湖（羅馬化：Uzunlarske），是烏克蘭的湖泊，位於該國克里米亞半島的刻赤半島南部，長10公里、寬5.5公里，面積21.2平方公里，集水區面積259平方公里，平均水深0.6米，最大水深1.2米。